# Dasychira nioka
Dasychira nioka är en fjärilsart som beskrevs av Collenette 1960. Dasychira nioka ingår i släktet Dasychira och familjen tofsspinnare. Inga underarter finns listade i Catalogue of Life.